# کیامکی
کوه کَمچی به ترکی  Kəmçi (کیامکی)به ارتفاع ۳۳۴۷ متر از سطح دریا یکی از قلل زیبا و سرسبز کنار رودخانه مرزی ارس می‌باشد و در گویش محلی به کمکی داغ یا کمچی داغ شهرت دارد. کیامکی داغ در منطقه ارسباران و روی سلسله کوه قره داغ واقع شده و ۲۲۰ کیلومتر طول و بین ۳۰ تا ۶۵ کیلومتر عرض دارد. این سلسله جبال از کوه‌های آرارات در غرب شروع و تا کوه‌های طالش در شرق منطقه آذربایجان ادامه دارد. دامنه‌های شمالی این ناحیه پوشیده از جنگل و مراتع سرسبز بوده و دامنه‌های جنوبی آن را مراتع و چمنزارها تشکیل می‌دهند که ییلاق ایلات و عشایر جلگه مغان می‌باشد. در شمال آن رود ارس که پر آب‌ترین رودخانه در آذربایجان محسوب می‌شود از کوههای مین گول داغ (هزار برکه) کشور ترکیه سرچشمه گرفته و پس از طی مسافتی حدود ۴۶۰ کیلومتر مرز بین ایران و ارمنستان و جمهوری آذربایجان به دریای خزر می‌ریزد.
این قله از نظر مسیر صعود جزو سخت‌ترین کوههای آذربایجان می‌باشد که دارای شیب بسیار تندی می‌باشد که هم موقع بالا رفتن و هم موقع پائین آمدن باعث مشکلاتی برای کوهنوردان می‌شود. از جهتی دیگر چون منطقه از نظر ارتفاع در منطقه پستی قرار گرفته (حدود ۱۰۰۰ متر از سطح دریا) لذا ارتفاع صعود از مبدأ حرکت مسیر، نسبتاً طولانی می‌شود.